# アニメ店長B'店長候補生
『アニメ店長B'店長候補生』（アニメてんちょうビーダッシュてんちょうこうほせい）は、『アニメ店長』からのスピンオフ作品。漫画版はコミックZERO-SUM（一迅社）2003年8月号-2007年7月号にて連載
- 原作：島本和彦
- キャラクターデザイン：ねぎしきょうこ
- 漫画：真崎はるか

## 概要
通常、『アニメ店長』とはストーリーや登場人物に関連を持たないが、世界観は共通しており、『アニメ店長』から兄沢命斗がゲスト出演したことや、逆に『アニメ店長』側へ候補生たちがゲスト出演した事もあったり、時には『アニメ店長』側をも大勢巻き込んでの壮大なクロスオーバーをしたことなどがあった。
コミックZERO-SUM（一迅社）2007年7月号で連載終了。アニメイトを描いた作品は一時的に『アニメ店長』のみに戻るが、その後、『アニメイト・コンシェルジュ』（原作：渡辺圭子 キャラクターデザイン：松本テマリ）が企画される。ただし、この『アニメイト・コンシェルジュ』は、『アニメ店長』や『店長候補生』との世界観のつながりは明記されていない。なお、連載終了後も、『アニメ店長』のキャラクターとともにラジオ番組がくまれたり、イベントに参加したりと、『アニメ店長』の中で設定は生き続けているとも言える。

## 登場人物

### アニメイト寿銀座通り店関係者
金原紫（きんばらゆかり）
声：平松晶子（2003年7月配布の「日常業務」のみ）・水谷優子
アニメイト寿銀座通り店店長。アニメ魂は皆無だが、経営手段（実績）はピカイチ。勤務態度はかなりいい加減だが、実力はあるので帳尻合わせができる。その実力は地方の小規模店ながら、都市圏中規模店以上の売り上げを誇るほどである。
本社からの指示である「店長プロジェクト」を一任されており、メンバーをなんとか集めたが、一太たちのデキの悪さには頭を抱えることもある。得物は釘バット（主に一太や修三郎、覆面に使用されることが多い）。

#### 店長候補生
金原紫に撰ばれた4人。作中の主人公たち。新渡戸和以外の3人は、金原紫によって強制的に集められた。
福沢一太（ふくざわいった）
声：朴璐美
候補生の一人。リストバンドを愛用している。可愛い女の子に目がない。
夏目修三郎が金原紫に襲撃された現場に遭遇し、ゴミバケツを投げられダウンしたところをつれてこられた。4人の中では殆ど一般人に近く、アニメなどの知識は皆無。車とスポーツ、そして可愛い女の子に興味があるごく普通の高校生。熱血漢で、兄沢命斗をモデルとした『アニメ店長』(本編内の劇中劇やイメージキャラクターとしての『アニメ店長』)との一件から店長プロジェクトに一番積極的に活動し、客とのコミュニケーションも一番積極的ではいるが、ドジで記憶力も悪く、要領が悪いため、足を引っ張ることが多い。
他の3人と違い、喧嘩ごとでの伝説はないが、ふられた数なら30を超える。
お人よしの父親が身に覚えが無いのに認知したため血のつながらない妹が12人いる。ちなみにその妹達からもふられている。
新渡戸和（にとべなごむ）
声：小林沙苗
候補生の一人。
柔和な見た目とは裏腹にかなり腹黒い面のある高校生。ある理由により自分からアニメイト寿銀座通り店で働くことを決意する（そのため、初めて店長候補生が集められた際も、一人だけ拘束されていなかった）。面倒なことが嫌いで人を使うのが上手く、ちゃっかりした面もある。裁縫が得意。
過去の影響から、しばしば毒を吐くことがある。中学の頃、詳しいことは明かされていないが伝説を残したことがある。
一太には自分がアニメイトで働こうとした理由を話したためか、他の二人より仲が良い。通勤にはシロのバイクのタンデムシートを占領している。
岩倉シロ（いわくらしろ）
声：斎賀みつき
候補生の一人。
柄の悪そうな外見で無口だが優しい性格をしている。が、中学時代は市内中学を統一し「二中の岩倉」で知られるほどの腕の持ち主。このように悪い意味で荒れていたためか親は泣いていたらしく、高校では真面目にやろうとバイトを探していたところ、金原店長のバイト狩りにあった。本人は働ければどこでもよかったらしく、姉の勧めもあってそのままバイトをすることになった。通勤の時はバイクを使用している。表に出ることは少ないが、真面目なところや、客への細やかな気遣いが接客商売に向いている（しかし本人は気づいていない）。
姉は同人活動をしており、昔家に借金があった頃に、それで荒稼ぎして返済したという逸話がある。その姉の存在もあり、知らずに叩き込まれたマニア度の高いアニメ知識などが候補生のピンチを救ったりする。姉の原稿を手伝わされる時があったり、姉の好きな声優の出演作品やグッズなどの管理や収集などを頼まれたりする。姉は怒るとものすごく怖いらしい。
歌が非常に上手く、大手芸能プロからのスカウトもあったほど。和のクラスメイトであるカズヤがシロの歌声に惚れてユニットを組みたがっている。作中ではユニットは組んでいないが、企画として「JUST Shiro×Kazuya」という名義でCDが出ている。
一部のキャラクターの間では、「シロ」ではなく「クロ」と呼ばれている。
4人の中で唯一彼女（年上）持ち。彼女のお母さん（BL同人作家歴25年の強者）とも仲がよい。
夏目修三郎（なつめしゅうざぶろう）
声：皆川純子
候補生の一人。
インテリ系で自信過剰、自分至上主義の自称・エリートであるが、ツメの甘さは人一倍でたびたび不幸な目に合うこともある。
帰宅途中、金原紫によって背後から金属バットで襲われ気絶、アニメイト寿銀座通り店へ連れて行かれる。当初バイトに乗り気ではなかったが、お店がアニメショップだと知り、ある作品の登場人物の方が好きだという理由でフラれた彼女を見返すために一気にやる気をだす。
学校では風紀委員を務めており、後輩からの信頼も厚い。隣接の男子校、黒井高の生徒などからは、「白菊の君」と呼ばれ、非常に慕われている。『金物屋銀次』のファンサイトでの名は「レンレン」。
14歳の妹がいる。

#### 前店長候補生
現在の店長候補生たちの1つ前の店長候補生（金原紫に撰ばれた4人）。アニメイト（金原紫）に人生を狂わされたとし、店長候補生の証を奪い、再び店長候補生になろうとする。
前店長候補生だけあり、店長候補生たちをも苦戦させる面も見せるが、黒崎の格闘術（とラミカードを使った技）に敗れる。
店長候補生たちが不在の際には、臨時で店を手伝うことも。
前店長候補生リーダー
前店長候補生たちのプリンちゃんと呼ばれるフィギュア（人形）を大事にしており、それが原因で和に敗れる。
同様にプリンちゃんを愛するフクメンには気に入られている。

#### 客
山田（やまだ）
声：岩田光央
通称「覆面（フクメン）」。本名は「山田聖徳（やまだまさのり）」
アニメグッズで作った衣装と覆面をまとってお店によく来る客。はっきり言うと「イタいお客様」の部類。しかしたまに言うことは正論である。
プリンちゃんや天使ちゃんというロリキャラに萌えるのみならず、本物のロリコンであり、その思想のまま話し相手に理解されないことが多い。天使ちゃんを愛する漢達同盟の一員。こう見えて大学生。
第1話から登場しており、過去にアニメイト寿銀座通り店のアルバイトの面接時に金原紫に「濃い」との理由で拒否されたことがある。その復讐で店を訪れるが、現候補生達のがんばり（誤解）に感動し、陰日なたに4人をバックアップすることを誓ったのだが、役に立っていない（むしろ来店するたびに邪魔者扱いされている）。相棒の覆面ネコをいつも連れている。
カズヤ
声：神奈延年
新渡戸和の同級生。アニメソングに燃えるアニソンガー。モデルは店長候補生の楽曲提供者である西岡和哉。
自分のスタミナ不足という欠点を補うため、パートナーを探していたところ、学園祭にたまたま訪れていたシロの歌声に惚れ、彼と共にユニットデビューをしようとした。が、シロに断られてしまう。しかし今でも諦めておらず、自分で作ったMDを作ってはシロに渡していたりもする。お店の手伝いをするときもある。
ナミ
夏目修三郎に惚れる女の子。元は、ぷちぷち☆BABY（シロの姉が入っている同人サークル）の本を買う目的でアニメイトへ訪れる。顔は少々いかついが、心は乙女。環と仲良くなり、修三郎との恋を応援されている。年上のように見えるが実は中学生。
環（たまき）
夏目修三郎の幼なじみ。『金物屋銀次』の主人公のファン。修三郎に告白されたが、そのときは「金物屋銀二」の主人公のほうが好きだという理由でふった。恵という恋人がいる。ナミと意気投合し、彼女の恋を応援している。
恵（けい）
『金物屋銀次』のファンサイトを運営しており、そこでの名は「蓮之命（はすのみこと）」。修三郎が彼に色々と教わったが、皮肉にも環の彼氏であった。
ラフレシア蝶子（らふれしあちょうこ）
声：半場友恵
金原店長と顔見知りの大手同人作家。元銀行員。一太たちの店に本を置きに来た際に親しくなる。それからたびたび一太たちをおちょくったり、イベントの手伝いをさせようと店に訪れるようになる。ギンコとは親しいらしい。若干偉そうで唯我独尊気味ではあるが、良識ある人。まだまだ知識不足な候補生達の良い相談相手（時と場合による）。本人曰く世間とは逆のカップリングに萌えるらしい。
るりか
ラフレシア蝶子などに憧れる少女。同人誌の作り方を知るためにアニメイト寿銀座通り店に訪れ、一太たちに質問攻めをするが、自分で調べようとしなかった態度を蝶子に諌められる。その後、ちゃんと自分で調べて同人誌を出したらしい。人の話をちゃんと聞かないのが欠点。学校では放送部に所属しているらしい。
越峰連之介（こしみねれんのすけ）
16年間漫画家生活を送って出した本は、『赤毛の大将くん』という漫画（8年前の漫画作品）だけという漫画家（しかし、一太だけの呼び込みでサイン会にファンが4人も来る）。妻や子供に出て行かれており、自殺をはかろうとするも止められる。
越峰涼子（こしみねりょうこ）
越峰連之介の娘。

### アニメイト本社関係者
高橋豊（たかはしゆたか）
アニメイト社長であり、店長プロジェクトの発案者。
黒崎（くろさき）
声：矢尾一樹
高橋社長立案のプロジェクト「店長候補生プロジェクト」の担当者。時々寿銀座通り店に視察で訪れることもある。店に遊びに行くギンコのお守をかねている。前店長候補生を一瞬で倒すほどの格闘センスを持つ。
羽山（はやま）
候補生監査役。常に和洋を問わないアンティークドールを携えており、日本人形の「多恵子ちゃん」には盗撮カメラが仕込んである。
ギンコ
寿銀座通り店に遊びに来る女の子で、高橋社長の娘。シロが子供に甘いこともありシロを使うのが上手い。ある理由から修三郎と一太、カズヤを下に付けている。時々子供らしからぬ発言をすることもある。蝶子さんとは親しいらしい。

### アニメイト池袋店関係者
兄沢命斗（あにざわめいと）
声：関智一
『アニメ店長』となった人物として店長候補生たちにあらぬ指導を行った。
星井ラミカ（ほしいらみか）
声：長沢美樹
ラフレシア蝶子とBL系の話で意気投合。また、黒崎と面識があるような発言もしている。

### フェイク事務所関係者
富田敬一
通称、「トミー」。ススム役（『宇宙提督ススム!!』）や魚美役（『ロミオと地下帝国のほとり』）や蓮次役（『金物屋銀次』）が代表作。『R・R・R』の銀行員A役でデビュー。
1971年8月20日生まれ。一時期、藍薔薇s（ブルーローズ）というユニットを組んでいた。シロの姉が熱狂的なファン。
シンディ
本名、村井。富田敬一のマネージャー。金原紫の学生時代のパシリ。

### 黒井高関係者
黒井高は、赤井高という高校と抗争している男子校であり、その近くには、夏目修三郎の高校がある。
夏目修三郎が高校1年のときその抗争を止めたのがきっかけで、黒井高の生徒の多くは、夏目修三郎を「白菊の君」と呼び慕っている。
ただし、一部の生徒は、それを認めていない（特に、その抗争を止めたのを知らない新入生など）。
島（しま）
夏目修三郎を慕うメンバーの一人で、シロの正体を知っていた。
タカ
白菊の君の存在を認めないメンバーの一人で、アニメイトへと殴りこむも、大雪にあいアニメイトから出られなくなり、当の夏目修三郎はその天気で遭難していたため来なかった。

### 鈴木一家
駅前にアニメショップを開店するにあたり、経験者を必要として夏目の引抜を行うも閉店。後に店長候補生として4人の前に現れる。
菊（きく）
奸智にたけた一家の実質的リーダー
さくら
幼女。幼いことを利用した技を使う耳年魔
太陽（たいよう）
長男。体育会系だが保育士志望のため幼児向けアニメだけは詳しい。
稲穂（いなほ）、若葉（わかば）
双子、影が薄い。
父
名前不明、病弱で店にしいた布団の中にいる。

## 劇中劇

### 『アニメ店長』
現実世界の『アニメ店長』と同じような作品。
ただし、「そのモデルとなった人物が存在する」や「『店長候補生』などのスピンオフ作品は今のところ確認されていない」などの点が異なっている。

### 『天使ちゃん』シリーズ
異世界から来た少女が天使になるための物語。モデルは、石ノ森章太郎の『二級天使』。アニメイト寿銀座通り店でも、様々なグッズが販売されている。
『ラブリー 天使ちゃん』
『天使ちゃん』シリーズ第1作目の作品。数々のスピンオフを生んでいる。
『moe2 リトルシスター 天使ちゃん』
『ラブリー 天使ちゃん』からのスピンオフ作品。漫画版『店長候補生』第1巻表紙カバー下に収録。

#### 『天使ちゃん』シリーズの登場人物
地上に来ている天使ちゃんの数は、108体超。
天子ちゃん
天使ちゃんNo.76。実寸大フィギュアは、かがんでいるのに2m60cmあった。
ミカりゅん
天使ちゃんNo.82。『moe2 リトルシスター 天使ちゃん』の主人公。パートナーにホモショタを撰んでしまう。声優は斎藤夏美が担当。
マサル
ミカりゅんのパートナーが密かに想う10歳の男の子。

### 『金物屋銀次』
通称、金銀。『店長候補生』の世界ではオンリーができるほど人気漫画。
和壱(かずいち)
『金物屋銀次』の主人公。銀次の息子。
蓮次
『金物屋銀次』の登場人物。声優は富田敬一が担当。
銀次
伝説の金物屋。

### 『ラン☆ダム』シリーズ
古くから続く人気シリーズ。モデルは、ガンダムシリーズ。
『ラン☆ダム』
便宜上「初代『ラン☆ダム』」と呼ばれることが多い。
二代目『ラン☆ダム』
失敗作とされ、DVD化やレンタル化されていない『ラン☆ダム』の二作目。
『ラん☆ダム』
『ラン☆ダム』の最新作。初代『ラン☆ダム』のリメイク作品。ドラマCDなども出されている。

## 用語
アニメイトを舞台とした漫画のため、本作オリジナルの用語の他に、アニメグッズに関する用語やコミケなどに関する用語が多く出てくる。
店長プロジェクト
高橋社長が発案した「若い人間に店長（店舗責任者）を任せてみよう」というプロジェクト。その選出は、金原紫に一任されている。

## 書誌情報
一迅社よりZERO-SUM COMICのレーベルで単行本化
1. 2004年9月15日発行 ISBN 4-7580-5094-5
2. 2005年10月15日発行 ISBN 4-7580-5179-8
3. 2006年8月15日発行 ISBN 4-7580-5231-X
4. 2007年9月15日発行 ISBN 4-7580-5305-7

## ラジオ
- 店長候補生 超電波HYPER WAVE! - 文化放送超機動放送アニゲマスターで放送されたアニメ店長のコーナーの後を受けA&G 超RADIO SHOW〜アニスパ!〜放送開始とともにコーナーとして放送された10分番組。覆面山田役の岩田をパーソナリティーに候補生が週代わりのアシスタントを担当。
- アニメイトTV アニメ店長!子安・岩田のVOICEきゃらびぃ - アニメイトTVにて配信されたネットラジオ。覆面山田役の岩田とアニメ店長の道玄坂役の子安をパーソナリティーにアニメイトの商品などの紹介を行う番組

## CD

### ドラマCD

#### アニメ店長B'店長候補生 研修報告
アニメ店長B'店長候補生 Drama&Radio Talk Album 研修報告Vol.1（2004年10月23日）
アニメ店長B'店長候補生 Drama&Radio Talk Album 研修報告Vol.2（2004年11月27日）
脚本：原田徹

#### AVまつり配布CD
アニメ店長B'店長候補生 日常業務（2003年 夏のAVまつりで配布）
脚本：強羅克巳
アニメ店長VS店長候補生 バージョンB 救え!寿銀座通り店!!編（2004年 冬のAVまつりで配布）
脚本：小野真一
同時期に配布された「アニメ店長VS店長候補生 バージョンA 兄沢、愛の暴走!編」は本作と同じ事件を「アニメ店長」側から描いたものであるが、店長候補生のキャラクターは出演していない。
キヨショーVS店長候補生 BL関ヶ原の戦い!（2007年 冬のAVまつりで配布）
候補生たちはとあるイベントを潰すように指示され、会場に向かう。

### 音楽CD

#### マキシシングルCD
アニメ店長B'店長候補生マキシシングルCD 『宝石』（2004年3月26日）
歌：漢声B-Voice（朴璐美、小林沙苗、斎賀みつき、皆川純子）
アニメ店長B'店長候補生Maxi Single CD 『青空のプレゼント』（2005年1月29日）
歌：漢声B-Voice（[朴璐美、小林沙苗、斎賀みつき、皆川純子）覆面・山田聖徳（岩田光央）
アニメ店長B'店長候補生 3rd Maxi Single CD 『Future Scramble／サテライト』（2006年7月31日）
歌：福沢一太：朴璐美、新渡戸和：小林沙苗、岩倉シロ:斎賀みつき、夏目修三郎:皆川純子

#### JUST shiro×kazuya
JUST (shiro×kazuya)は、斎賀みつきと西岡和哉のユニット。
アニメ店長B'店長候補生シリーズ JUST shiro×kazuya Maxi Single CD DIVE TO DISTRACTION（2005年4月29日）
歌：JUST (shiro×kazuya)
アニメ店長B'店長候補生シリーズ JUST shiro×kazuya 2nd MAXI SINGLE Speed Of Life（2005年9月3日）
歌：JUST (shiro×kazuya)
アニメ店長B'店長候補生シリーズ JUST shiro×kazuya 3rd MAXI SINGLE ASK（2005年10月1日）
歌：JUST (shiro×kazuya)
アニメ店長B'店長候補生シリーズ JUST shiro×kazuya 4th MAXI SINGLE Farewell（2006年6月30日）
歌：JUST (shiro×kazuya)